# William Pole (Politiker, 1515)

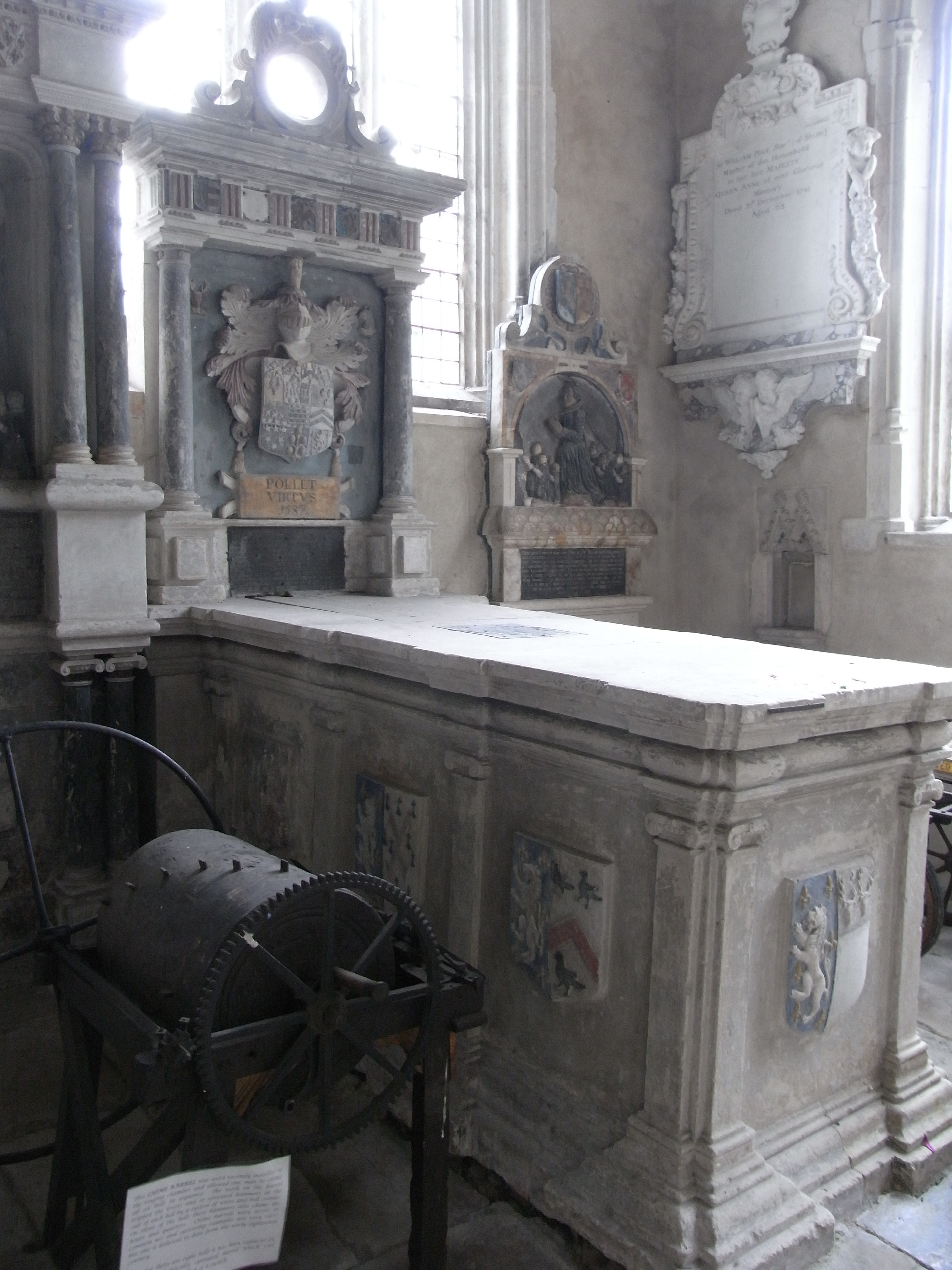
Grabdenkmal von William Pole in der Pole Chapel der Kirche von Colyton

William Pole (auch Powle oder Poley) (* 9. August 1515; † um 21. August 1587 in Old Shute House) war ein englischer Politiker, der dreimal als Abgeordneter für das House of Commons gewählt wurde.

## Herkunft
William Pole entstammte der Familie Pole, die spätestens seit dem 15. Jahrhundert zur Gentry von Devon gehörte. Er war der einzige Sohn seines gleichnamigen Vaters William Pole und dessen zweiten Frau Agnes Drake, einer Tochter von John Drake aus Ash in Devon. Er studierte am Inner Temple in London, wo er später 1547 Fellow und 1556 Bencher wurde.

## Tätigkeit als Politiker
1541 war Pole als junger Anwalt in Lyme Regis tätig. Bei der Unterhauswahl 1545 wurde er als erstes Mitglied der Familie Pole als Abgeordneter für Lyme Regis gewählt, obwohl es offensichtlich Widerstand gegen seine Wahl gab. Nachdem er bei den Wahlen 1547 und im Frühjahr 1553 wahrscheinlich nicht kandidiert hatte, wurde er bei der Unterhauswahl im Oktober 1553 als Abgeordneter für Bridport gewählt. Pole hatte keinen direkten Bezug zu dem Borough, weshalb er seine Wahl wohl John Paulet, Lord St John verdankte, der sowohl in Lyme Regis wie in Bridport das Amt des High Steward innehatte, dazu war Robert Tytherleigh, der stellvertretende Steward von Bridport, eng mit Pole verwandt.
Durch seine Tätigkeit als Anwalt und durch den Erwerb von Grundbesitz von Kirchen und Klöstern, die während der Reformation aufgelöst wurden, kam Pole zu Wohlstand. Um 1560 konnte Pole Shute House erwerben. Das Haus hatte Henry Grey, 1. Duke of Suffolk gehört und wurde nach dessen Sturz 1554 von der Krone beschlagnahmt. Zunächst fiel es an den königlichen Sekretär Sir William Petre, der Shute schließlich an Pole verkaufte. Während der Herrschaft von Elisabeth I. wurde Pole bei der Unterhauswahl 1559 als Abgeordneter für West Looe gewählt, wobei er wohl als Kandidat des einflussreichen Earl of Bedford gewählt wurde. Vermutlich war Pole aber kein überzeugter Protestant wie Bedford, so dass er bei den folgenden Wahlen nicht erneut als Kandidat aufgestellt wurde. Er erhielt außer den Ämtern eines Friedensrichters für Dorset und Devon sowie ab etwa 1564 dem Amt eines Stadtrats in Lyme Regis keine weiteren Ämter. Stattdessen zog er sich wahrscheinlich auf seinen Landsitz Shute House zurück.

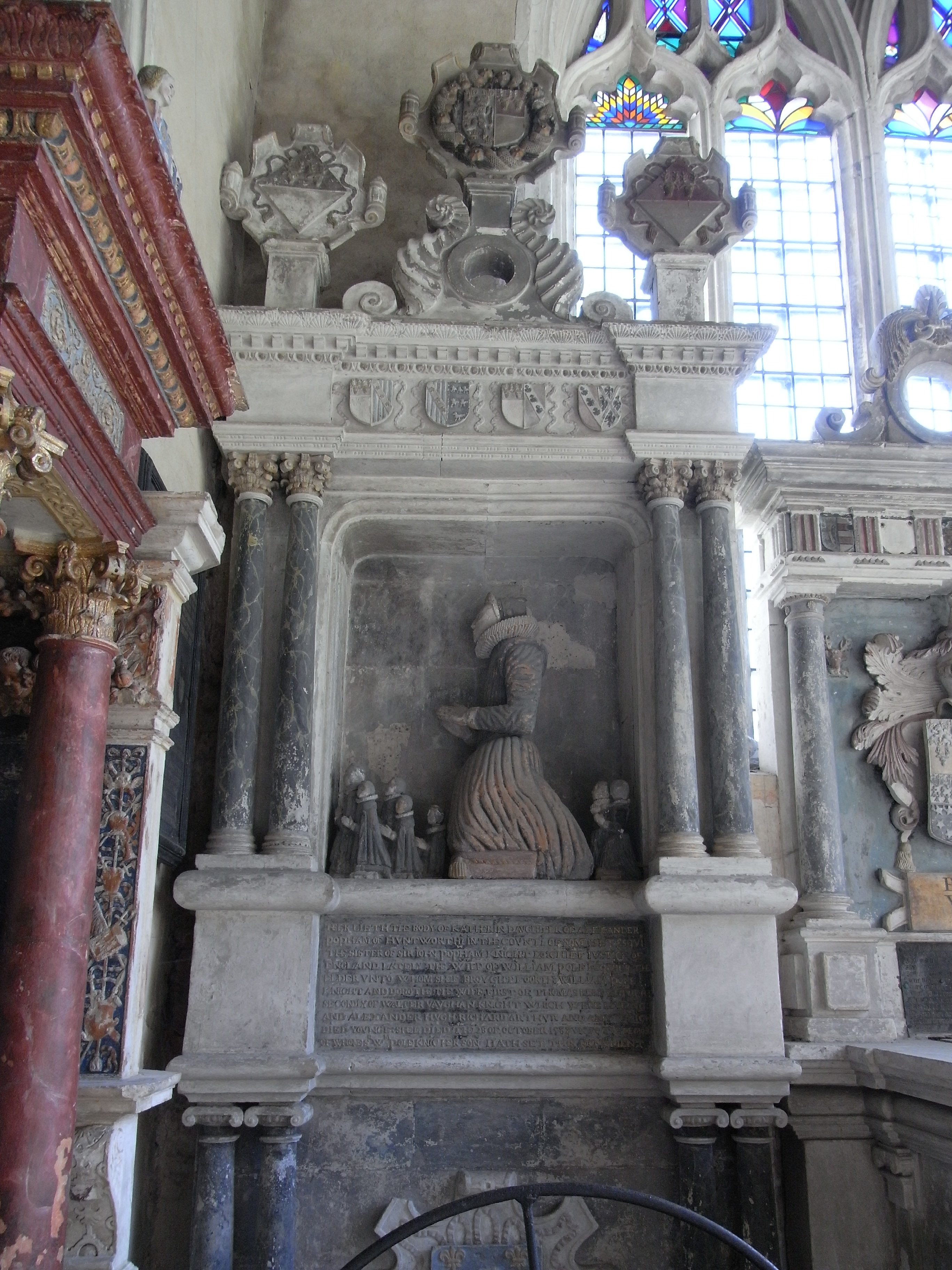
Grabdenkmal für Katherine Popham, der zweiten Frau von William Pole, in der Kirche von Colyton

## Familie und Nachkommen
Pole hatte am 19. November 1548 in erster Ehe die zweifach verwitwete Thomasin, eine Tochter von John Tudoll aus Lyme Regis geheiratet. Sie war die Witwe von John Strowbridge († 1539) aus Streathayne bei Colyton und von William Beaumont († 1547). Die Ehe blieb kinderlos. In zweiter Ehe heiratete er vor 1559 Katherine Popham, eine Tochter von John Popham aus Huntsworth in Somerset. Mit ihr hatte er fünf Söhne und zwei Töchter. Sein genaues Todesdatum ist unbekannt, er wurde am 24. August 1587 in der Pfarrkirche von Colyton begraben. Sein Erbe wurde sein ältester Sohn Sir William Pole.